# مهرجان الفيفا للمشجعين

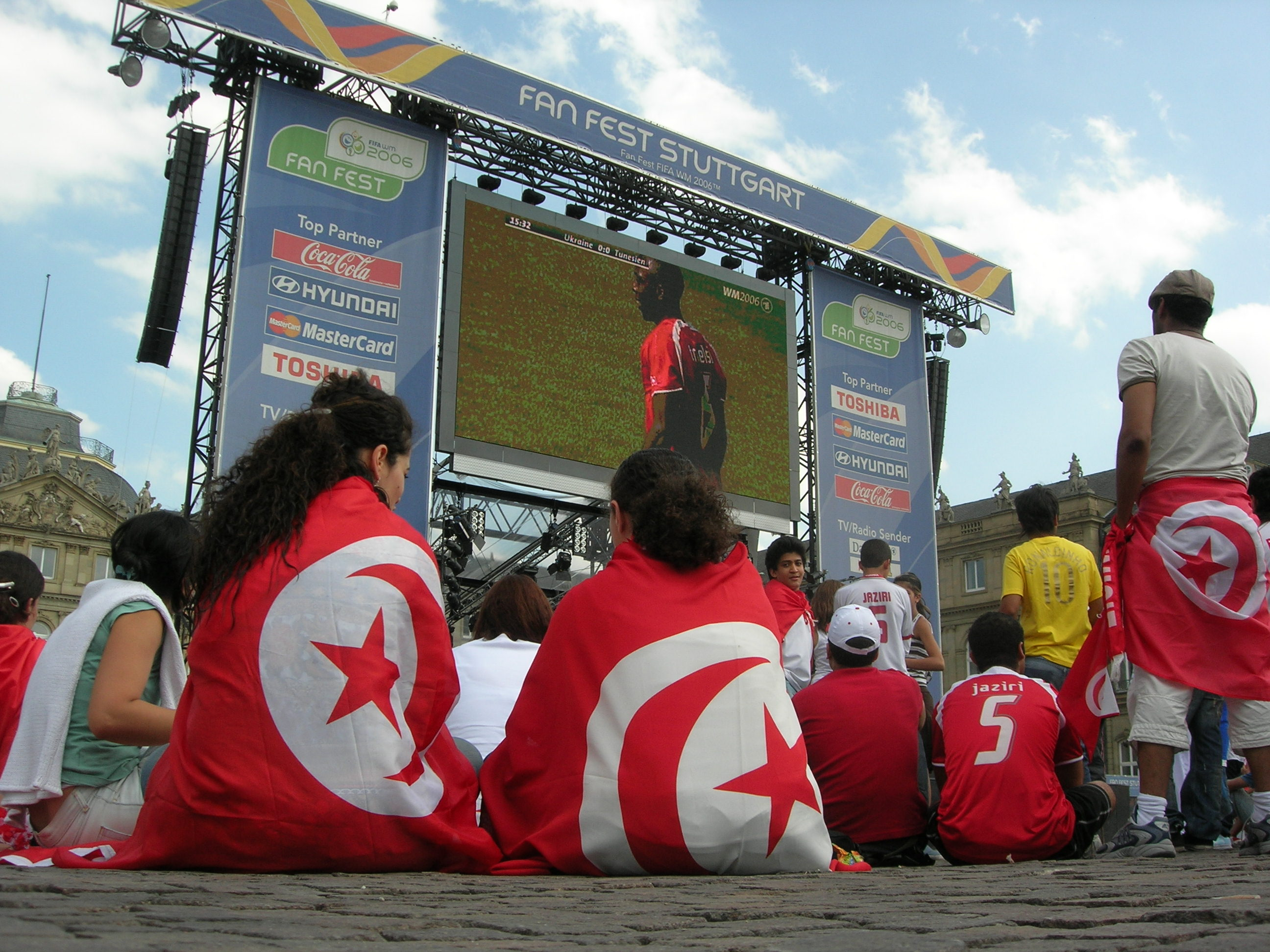
مشجعون تونسيون يشاهدون مباراة تونس وأوكرانيا في كأس العالم 2006 في شتوتغارت، ألمانيا.

مهرجان الفيفا للمشجعين هو حدث نظمه الاتحاد الدولي لكرة القدم يسمح للناس بمشاهدة مباريات بطولة كأس العالم في جو رياضي بدلا من مشاهدة المباريات في المنزل . بدأ العمل بهذا المهرجان في بطولة كأس العالم لكرة القدم 2006 في ألمانيا حيث حقق نجاحا كبيرا ثم تم إعادة التجربة في بطولة كأس العالم لكرة القدم 2010 في جنوب أفريقيا مع زيادة عدد المدن المقامة فيها المهرجان في جميع أنحاء العالم . المواقع تتسع لحضور آلاف من المشجعين وتثبت شاشات تلفزيون كبيرة وتبث المباريات على الهواء المباشرة .

## المواقع
- جنوب إفريقيا
  - كيب تاون
  - ديربان
  - جوهانسبورغ
  - بلومفونتين
  - بورت إليزابيث
  - نيلسبرويت
  - بلوكواني
  - بريتوريا
  - روستنبورغ
- أستراليا
  - سيدني
- البرازيل
  - ريو دي جانيرو
- فرنسا
  - باريس
- ألمانيا
  - برلين
- إيطاليا
  - روما
- المكسيك
  - مكسيكو سيتي

## Gallery

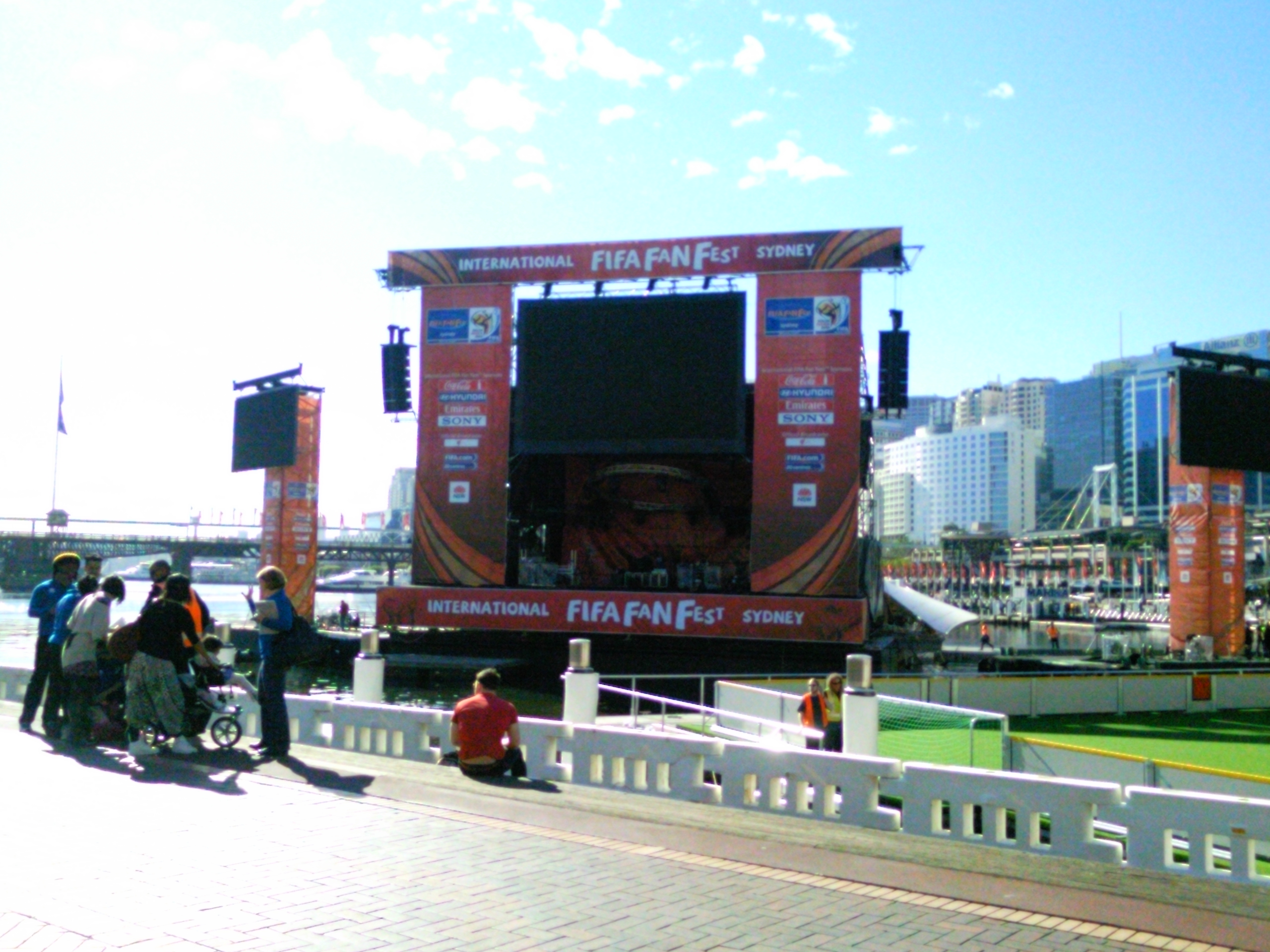
يتم تعيين شاشة عملاقة في دارلينغ هاربور،نيو ساوث والز
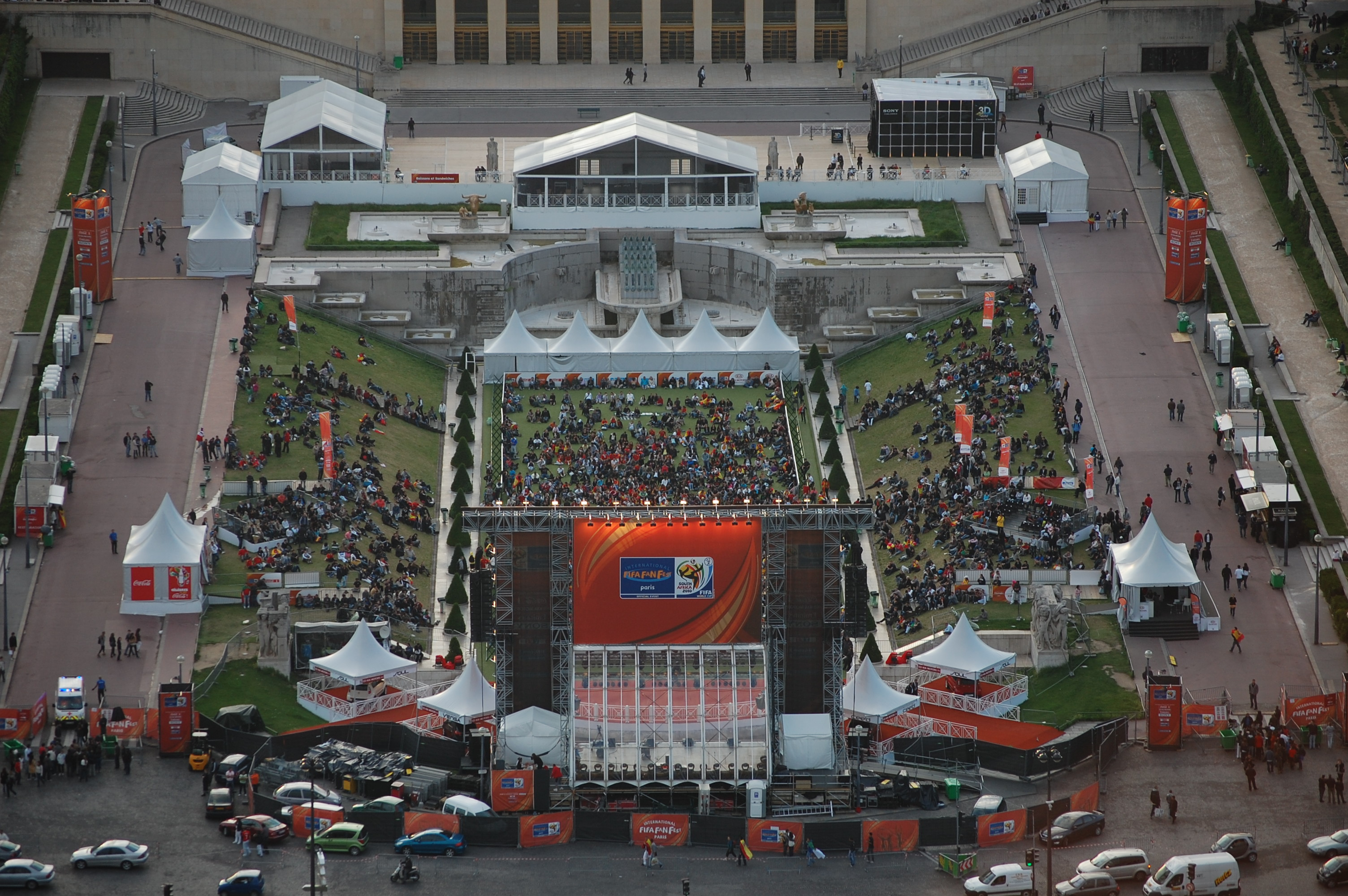
مهرجان الفيفا في تروساديرو ، باريس
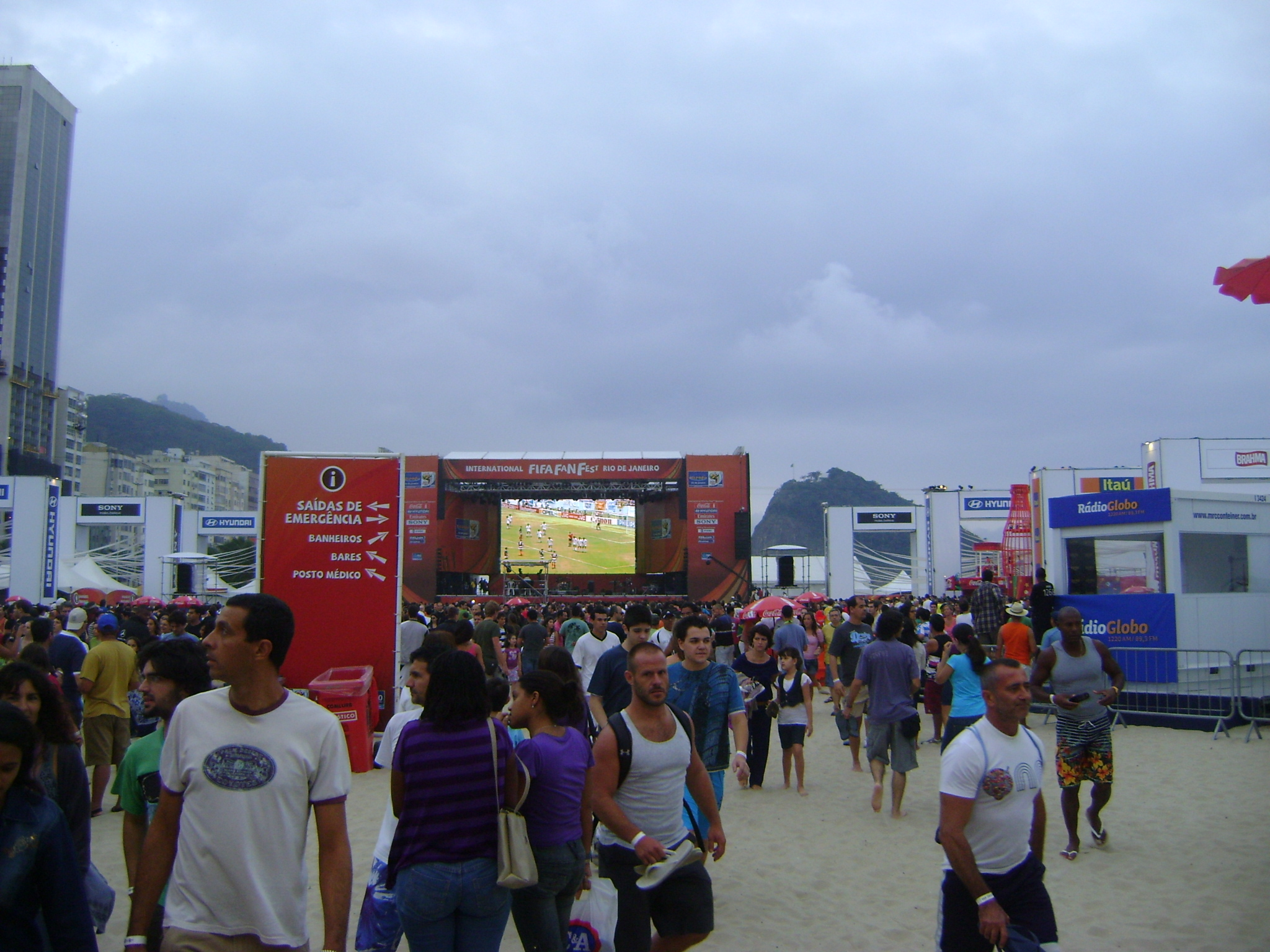
المتفرجين على مهرجان الفيفا في كوبا كبانا في البرازيل

## وصلات خارجية
- الموقع الرسمي